# 澳大利亚司法
澳大利亞司法（英語：Judiciary of Australia）由澳大利亞聯邦法院以及澳大利亞各州與領地法院組成。澳大利亞聯邦高等法院位於澳大利亞法院等級的頂端，是聯邦和州法律事務的最終上訴法院。澳大利亞眾多法院擁有不同的程序權力和特點、不同的管轄範圍、不同的補救權力及不同的成本結構。
根據《澳大利亞憲法》，聯邦的司法權屬於澳大利亞聯邦高等法院和聯邦議會可能設立的其他聯邦法院；這包括澳大利亞聯邦法院、澳大利亞聯邦巡迴法院和家庭法院。聯邦的管轄權也可以授予給州法院。各州與領地的最高法院是法庭記錄的高級法院，在其所在州和領地內擁有普遍和無限的管轄權。
與各州最高法院一樣，聯邦法院和聯邦巡迴法院和家庭法院也是法庭記錄的高級法院，這意味著它們具有某些固有的程序權及蔑視法庭規則的權力。但與州最高法院不同的是，聯邦法院與聯邦巡迴和家庭法院的主題管轄權必需由相應法律授予。但是，根據“應有管轄權”的原則，聯邦法院可以就其明確管轄權以外的問題作出裁決，前提是它們是法院確有管轄權中更大爭議的一部分。
澳大利亞聯邦高等法院擁有有限的審判權，但很少行使。它有足夠的權力將在那裡開始的案件移交給另一個更合適的法院，這樣高等法院就可以為上訴職能節省精力。
普通法和衡平法由同一法院管理，其方式類似於英國的司法法令集。可以在一個法院的一項訴訟中尋求法律和衡平法上的補救措施。

## 法官任免
澳大利亞法官由政府任命並不受現有司法機關的干預。 法官一旦被任命即有任期，但對法官的免職是有限制的。例如：聯邦法官不得被免職，除非總督證明其行為不端並在聯邦議會發表聲明。 澳大利亞法官由相應司法轄區的行政政府任命，大多數法官在任命前都是大律師。聯邦法官只能任職到70歲。 州法院法官的服務年限沒有憲法限制，但是州法律會規定相應的退休年齡。例如：在新南威爾士州，法官們的退休年齡是72歲， 但是他們仍然可以擔任“代理法官”直至76歲。

## 法院等級
| | 一般聯邦法事務                                          | 家庭法事務                                                          | 僱傭法事務 | 一般州 / 領地法事務 |
| --- | ------------------------------------------------------- | ------------------------------------------------------------------- | --- | --- |
| 頂級法院 | 澳大利亞聯邦高等法院                                    | 澳大利亞聯邦高等法院                                                | 澳大利亞聯邦高等法院                                                                                                  | 澳大利亞聯邦高等法院 |
| 高級法院 （上訴管轄權） | 聯邦法院合議庭                                          | 聯邦巡迴法院和家庭法院合議庭 （上訴自聯邦巡迴法院和家庭法院第一部） | 聯邦 聯邦法院公平工作部合議庭 州 / 領地 多個法院                                                                      | 所有案件 上訴法院（首都領 · 昆州 · 維州 · 西澳） 聯邦法院合議庭（諾福克） 民事案件 上訴法院（新州 · 北澳） / 合議庭（南澳 · 塔州） 刑事案件 刑事上訴法院（新州 · 北澳 · 南澳 · 塔州） |
| 高級法院 （審判管轄權） | 聯邦法院                                                | 家事法院 （西澳 · 澳大利亞其他地區）                                | 聯邦 / 維多利亞州 / 各領地 聯邦法院公平工作部 其他州 多個法院                                                         | 最高法院 （首都領 · 諾福克 · 新州 · 北澳 昆州 · 南澳 · 塔州 · 維州 · 西澳） |
| 中級法院 | 聯邦巡迴法院和家庭法院 （不受理西澳大利亞州家庭法案件） | 聯邦巡迴法院和家庭法院 （不受理西澳大利亞州家庭法案件）             | 聯邦 / 維多利亞州 / 各領地 聯邦巡迴法院和家庭法院公平工作部 其他州 產業法院（新州） 僱傭法院（南澳） 最高法院（昆州） | 地區法院（新州 · 昆州 · 南澳 · 西澳） 郡法院（維州） 無中級法院（首都領地 · 諾福克 · 北澳 · 塔州）                                                                                    |
| 初級法院 | 聯邦巡迴法院和家庭法院 （不受理西澳大利亞州家庭法案件） | 聯邦巡迴法院和家庭法院 （不受理西澳大利亞州家庭法案件）             | 聯邦 / 維多利亞州 / 各領地 聯邦巡迴法院和家庭法院公平工作部 其他州 產業法院（新州） 僱傭法院（南澳） 最高法院（昆州） | 治安法院（首都領 · 昆州 · 南澳 · 塔州 · 維州 · 西澳） 地方法院（新州 · 北澳） 簡易即決法院（諾福克）                                                                                  |
| 准司法法庭 （例如：小額索賠法庭 / 行政法院） | 行政上訴仲裁庭（行政復議） 其他仲裁庭（其他案件）       | 行政上訴仲裁庭社會福利與兒童撫養部（兒童撫養）                      | 聯邦 / 維多利亞州 / 各領地 公平工作委員會 其他州 產業關係委員會（新州 · 昆州 · 西澳） 僱傭仲裁庭（南澳）              | 行政復議及小額賠償 首都領 / 新州 / 北澳 / 昆州 / 維州 / 南澳 / 塔州 / 西澳 小額賠償 治安法院小額賠償部（南澳 · 塔州 · 西澳） 其他案件 其他裁判庭                                      |
| 註：合議庭（Full Court）與上訴法院（Court of Appeal）均屬澳大利亞司法體系內的上訴法院，其等級基本處於同級。雖然該體系源自英國，但英國本土已經基本不採用。合議庭（Full Court）與上訴法院（Court of Appeal）的區別在於合議庭（Full Court）採用專門上訴法官，但該庭並未與所屬法院分離；而上訴法院（Court of Appeal）則採用專門上訴法院，該法院與其他法院相互分離。 |                                                         |                                                                     | | |

澳大利亞法院等級由聯邦、州和領地的各種法院和仲裁庭構成，其中聯邦高等法院是澳大利亞司法體系內的最高法院。 單一的澳大利亞普通法體系適用於澳大利亞各個法院， 並最終由聯邦高等法院裁定；因為可向英國樞密院司法委員會上訴的渠道已被廢除。

## 高級與低級法院
澳大利亞聯邦高等法院將“高級法院”的概念（以及相關的“源自司法前普通法法院地位的概念”）描述為“在澳大利亞沒有現成的形式適用於聯邦法院”。 儘管如此，澳大利亞的法院也還是經常被區分描述為“高級”和“低級”。聯邦法院 及各州和領地的最高法院通常被視為“高級法院”。
“高級法院”（或稱“高級記錄法院”）一詞並沒有單一定義。在許多方面，澳大利亞的高級法院與英格蘭和威爾斯的高級法院相似。在澳大利亞，高級法院有如下特征：
- 在普通法和衡平法上擁有無限管轄權，[16][17][18][19][20] 或至少不受其可能授予的救濟措施管轄權所限制。
- 決定上訴，至少作為其管轄權的一部分。
- 由法官組成，他們的個人決定不受司法審查[8] 或向單一法官上訴。
- 由享有“尊敬的”頭銜的法官所組成。
- 定期以書面形式公佈他們的決定。

“低級法院”是上訴等級制度中位於高級法院之下的法院，澳大利亞各州和領地的地方法院、地區法院（或郡法院）及聯邦巡迴法院和家庭法院通常被視為低級法院。低級法院的典型特征有：
- 法規授予的管轄權，並在標的物或救濟量方面受到限制。
- 在沒有上訴權的情況下，可由上級法院的一名法官進行司法審查。

## 聯邦法院
澳大利亞聯邦法院對於澳大利亞聯邦法律，即澳大利亞議會制定的法律擁有司法管轄權。

### 高等法院

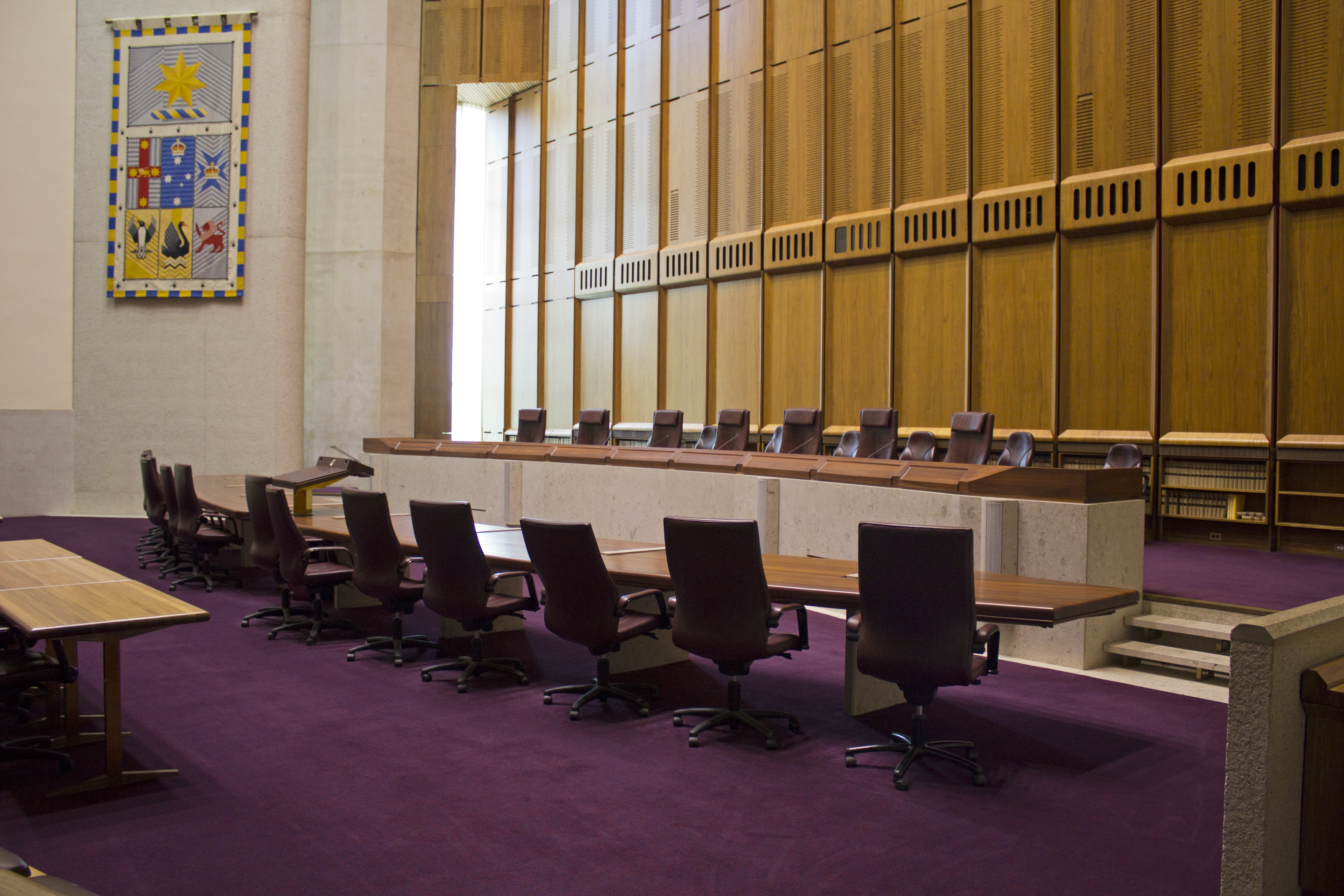
堪培拉高等法院第一裁判庭。

高等法院是澳大利亞司法體系內的最高法院，它是依據《澳大利亞憲法》第71條所成立。 它對澳大利亞其他所有法院具有上訴管轄權；同時它還對某些案件具有初審管轄權，這就包括司法審查權。高等法院對聯邦所有法院來說都是至高無上的；此外，在憲法規定下，它對各州及領地的最高法院具有一般上訴權。
需要注意的是，在澳大利亞的司法實踐中，只有獲得特別許可才可以向高等法院上訴。這通常是案件具有公共重要性、涉及需要解釋聯邦憲法，或法律在各州及領地的適用性不一致。 因此在絕大多數案件裡，各州和領地的最高法院上訴部及聯邦法院就是終審上訴法院。
從澳大利亞法院上訴至英國樞密院司法委員會曾是可能的，但是《1968年樞密院（限制上訴）法令》就禁止涉及澳大利亞聯邦立法事務的案件向樞密院上訴， 而《1975年樞密院（源自高等法院上訴）法令》則幾乎徹底關閉了所有通過澳大利亞高等法院向樞密院上訴的渠道。 《1986年澳大利亞法令》則取消了州和領地最高法院向樞密院上訴的渠道。 根據憲法第74條，在高等法院許可的情況下，從高等法院到樞密院的上訴現在僅在理論上是可能的；然而，高等法院已表示將來不會批准此類許可。

## 延伸閱讀
- Crime and law enforcement: a quick guide to key internet links （页面存档备份，存于）在澳大利亞議會上（英文）